# PA-7200

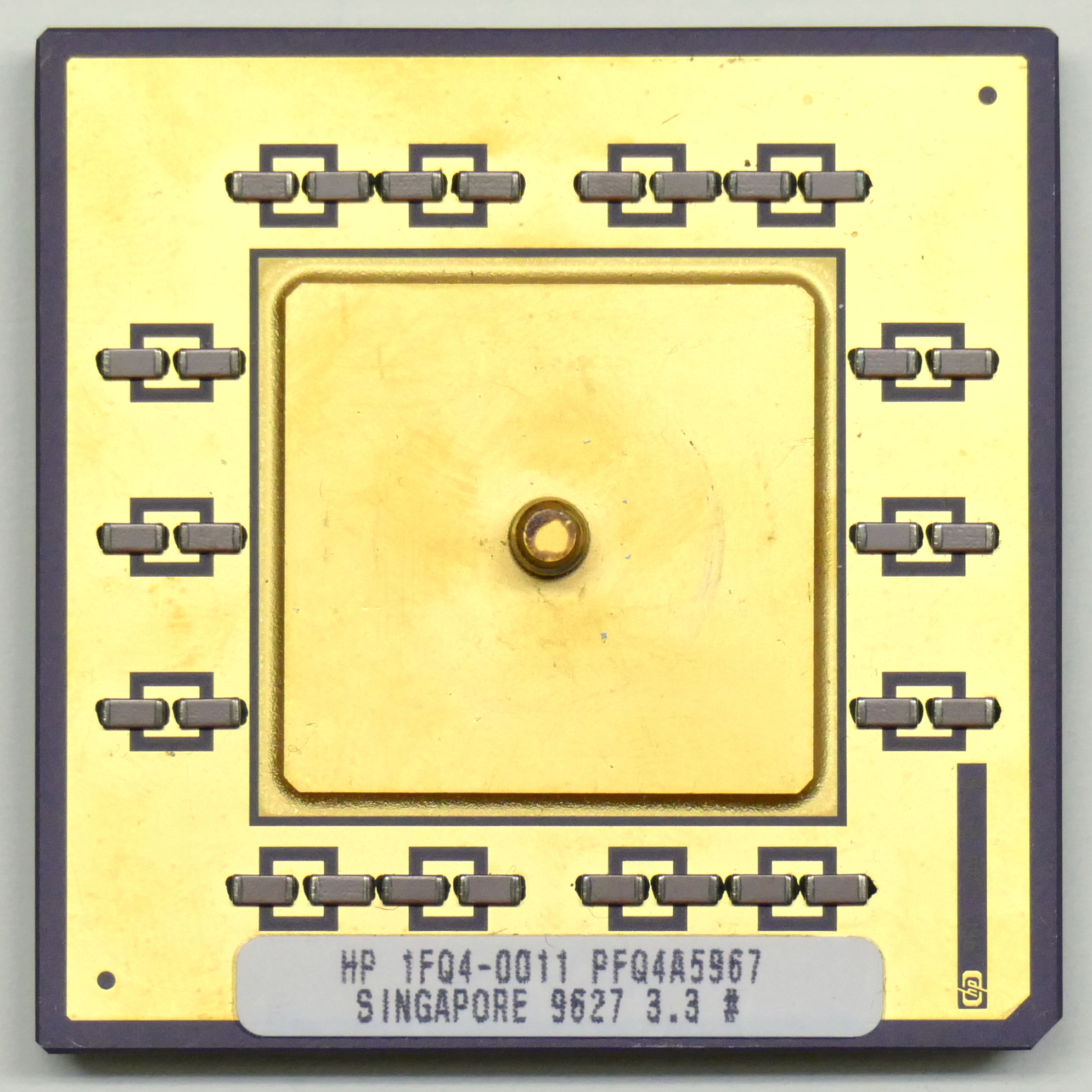
PA-7200

PA-7200 — микропроцессор, разработанный компанией Hewlett-Packard, в котором реализована система команд PA-RISC 1.1. Также известен как PCX-T' и по своему кодовому названию Thunderbird'. Представлен в 1995 году, впервые был использован в компьютерных системах HP. PA-7200 не был доступен в открытой продаже и единственными сторонними компаниями, которые его использовали были Convex Computer и Stratus Computer (англ.), состоявшие в организации Precision RISC Organization. Процессор разрабатывался для небольших многопроцессорных систем с 2 или 4 процессорами. Впервые об этом процессоре было рассказано на конференциях Compcon и IEEE International Solid-State Circuits Conference.
PA-7200 в очень большой степени является производным от PA-7100 и был улучшен за счет добавления второго блока целочисленных вычислений, что позволило обрабатывать до 2 целочисленных инструкций за такт. Второй блок целочисленных вычислений не был идентичен первому, и исполнял только более простые, но чаще используемые инструкции.
PA-7200 содержал 1,3 миллиона транзисторов, имел размеры 14,0 × 15,0 мм, площадь 210,0 мм². Производился на фабриках HP по технологическому процессу CMOS14A, который был разработан совместно с компанией Analog Devices. CMOS14A имел проектную норму 0,55 мкм, обеспечивал трехуровневые соединения между элементами, технологию КМОП.
Микропроцессор использовал необычный источник питания напряжением 4,4 В, что стало результатом процесса проектирования. Он проектировался под технологический процесс CMOS26B с нормой 0,8 мкм, использовались цепи и разводка от PA-7100, который также проектировался под CMOS26B, но затем готовый проект «ужали» до технологической нормы 0,55 мкм техпроцесса CMOS14A. А этот процесс имел ширину затвора изолятора равную 120 ангстрем и не допускал работу на напряжении 5,0 В. При этом стандартный источник питания 3,3 В не позволял процессору достичь запланированной тактовой частоты, так что питание от 4,4 В стало компромиссным решением.